# Джаянта
Джаянта (санскр. जयन्त, «победоносный») — в индуистской мифологии сын Индры, царя богов-дэвов и его жены Шачи. Он обитает в Сварге, индуистских небесах, управляемых Индрой. У него есть сестра по имени Джаянти. Он появляется в различных индуистских писаниях как сражающийся в войнах от имени богов и своего отца. Джаянта также появляется в эпосе «Рамаяна» и других преданиях, в которых он маскируется под ворону.

## В форме вороны

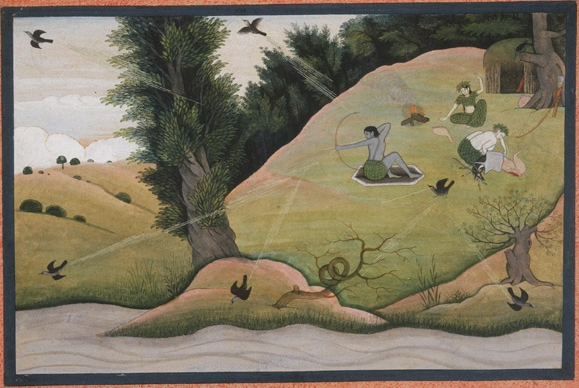
Рама стреляет из Брахмастры в Джаянту, замаскированного под ворону, который летает туда-сюда, спасаясь от оружия.

В Сундара Канде (пятой Книге эпоса Рамаяна), когда Хануман встречает Ситу, она повествует о происшествии, произошедшем в лесу в Читракуте. Принц Айодхьи и аватар бога Вишну, Рама сослан в лес со своей женой Ситой (аватаром жены Вишну Лакшми) и братом Лакшманой. Усталый Рама спал на коленях у Ситы, пока на неё не напала ворона. Ворона клюет её дважды; один раз - за грудь или между грудями в разных версиях Рамчаритманас заменяет грудь стопами. Торопясь отогнать ворону, она пытается застегнуть одежду, но случайно расстёгивает её. Рама просыпается и узнает ворону, с когтей которой капала кровь. Он понимает, что это - сын Индры. Разъяренный Рама по велению Ситы срывает травинку и превращает в божественное оружие Брахмастру, которое направляет на ворону, которая в страхе улетает. Ворона летает по вселенной, но оружие следует за ней. Её прогоняют её отец Индра, а следом Брахма, Шива и риши (мудрецы), и вороне приходится вернуться к Раме. Сын Индры просит прощения, но Рама говорит, что Брахмастру нельзя отозвать. Сыну Индры приходится подставить свой правый глаз для защиты и в результате становится полуслепым. Хотя Джаянта прямо не упоминается в эпизоде, различные комментарии к эпосу, такие как «Тилака» и «Бхушана» Говиндараджи, идентифицируют «сына Индры» как Джаянту; в некоторых других комментариях не упоминается ни один отдельный сын Индры. Говиндараджа говорит, что только Джаянта известен как сын Индры.
Говорят, что помимо «Рамаяны» Джаянта принял форму вороны в некоторых рассказах об эпизоде с мантаном Самудра. Кувшин с амритой (эликсиром жизни) возник из пахтания океана богами и демонами. Демоны схватили сосуд, но Джаянта забрал его у них в образе вороны. Преследуемый демонами, он летал без отдыха двенадцать дней. Он останавливался в четырёх местах на земле: Праяге (в современном Аллахабаде), Харидваре, Удджайне и Нашике, где Кумбха Мела празднуется каждые двенадцать лет в память об этом происшествии.

## В сражениях
Последняя книга Уттара Канда Рамаяны описывает битву между Индрой и королем ракшасов (демонов) Раваной. Пока Индра сражается с Раваной, Джаянта сражается с сыном Раваны Мегханадой. Между Джаянтой и Мегханадой завязывается ожесточенная битва; в конце концов сын Раваны поражает Джаянту, который теряет сознание. В суматохе призрак Пуломана, деда Джаянты по материнской линии, незаметно для кого-либо восстаёт из моря и уносит Джаянту с поля боя, пряча его в океане. Индра считает Джаянту мертвым и сражается ещё яростнее, но Мегханада побеждает и его.
Джаянта также описывается, как сражающийся в битве между богами и асурами (демонами) в «Падма-пуране». Хариванша описывает битву между Индрой и богом Кришной за получение небесного дерева Париджаты с небес Индры. Описывается, как Джаянта сражается с сыном Кришны Прадьюмной и терпит поражение. В «Сканда-пуране» Джаянта терпит поражение от асуры Сурападмана, которого в конце концов убивает главнокомандующий богов Сканда.

## Другие легенды
Ваю-пурана рассказывает историю, в которой Джаянта проклят и превращен в бамбук. Эта история также рассказана в контексте знаний о девадаси с некоторыми вариациями. Однажды мудрец Агастья прибыл ко двору Индры и был встречен Индрой, организовав танцевальное представление апсары Урваши. В спектакле Урваши и Джаянта влюбленно смотрели друг другу в глаза. Отвлеченная Урваши пропустила момент, и танец пошёл наперекосяк. Возмущённый Агастья проклял Урваши родиться на земле девадаси, а Джаянту - бамбуковым деревом в горах Виндхья. Джаянта и Урваши поклонились ему в почтении и стали молить его о пощаде. Мудрец сказал, что проклятие закончится, когда Урваши будет подарена талайколе (бамбуковый посох, то есть Джаянта) во время танца (Арангетрам). Как и было предопределено, влюблённые были освобождены от проклятия и вернулись на небеса, когда Урваши встретилась с Джаянтой в виде бамбукового посоха.